# ビエラ蒔田
ビエラ蒔田（ビエラまいた）は、神奈川県横浜市南区花之木町に所在する商業施設である。

## 経緯
鎌倉街道から北に200mほど入った、大岡川沿いに位置する。鎌倉街道の下には横浜市営地下鉄ブルーラインが通っており、蒔田駅からは徒歩3分ほど。
この地には、区役所、公会堂、消防署を併設した南区総合庁舎が1974年に完成したが、老朽化のため2005年に移転計画が決定した。移転先は、地下鉄弘明寺駅にほど近い大岡2丁目の神奈川県立大岡高等学校跡地に一度は決定し、2008年には市が用地を取得した。しかし、周辺道路が狭隘であるため再検討され、浦舟町2丁目の横浜市立大学医学部浦舟校舎跡地に変更された。2016年2月に新庁舎に移転し、跡地は課題解決型公募で売却されることとなった。2017年3月の募集開始から9件の応募があり、2019年8月にJR西日本不動産開発が選定された。2022年10月20日に開業。核テナントのライフには開店前から300人が並び、9時30分のオープンを15分前倒しした。

## 店舗
1階は核テナントのスーパーマーケット「ライフ」。2階は「くら寿司」や100円ショップ「ダイソー」、クリニック等、3階はそろばん教室や英語教室、託児所、コワーキングスペース、地域交流スペースなどがあり、3階と4階の2フロアにスポーツクラブ「ルネサンス」がテナントに入る。地下1・2階は118台収容の駐車場。建物の断熱性を高め、高効率の空調設備やLED照明の導入により建築物省エネ性能表示制度「BELS」で5段階評価の最高ランク、「ZEB Ready」5認証を取得した。
目の前を流れる大岡川沿いは桜の名所として知られ、3階にはオープンテラス「さくらみえるテラス」が設けられた。